# Historia Slavorum Occidentis
Historia Slavorum Occidentis (ISSN 2084-1213) jsou česko-polským vědeckým recenzovaným časopisem, který je zaměřen na historii.
Časopis byl založen v roce 2011 a jeho realizace je jedním z výsledků krátce předtím uzavřené dohody o spolupráci mezi Polským historickým sdružením a Sdružením historiků České republiky. Tematicky se periodikum zaměřuje na dějiny střední Evropy s akcentem na české a polské dějiny, zveřejňuje však také práce k dějinám Slovenska, Litvy, Ukrajiny, Německa, Rakouska a Maďarska. Hlavní část obsahu tvoří recenzované studie, které jsou doplňovány drobnějšími příspěvky typu recenzí či odborných aktualit.
Šéfredaktorem časopisu v současné době je prof. dr. hab. Józef Dobosz. Na vedení časopisu se podílí široký okruh vědců z několika evropských zemí, zejména z Polska a České republiky. Historia Slavorum Occidentis vycházejí v polském nakladatelství Wydawnictwo Adam Marszałek. 